# 1914 dans les parcs de loisirs
| Années des parcs de loisirs : 1911 - 1912 - 1913 - 1914 - 1915 - 1916 - 1917    |
| Décennies des parcs de loisirs : 1880 - 1890 - 1900 - 1910 - 1920 - 1930 - 1940 |

## Parcs d'attractions

### Fermeture
- Chutes Park (en) ( États-Unis)
- Luna Park (en) à Denver ( États-Unis)
- Great White City, dans le quartier de White City à Londres ( Royaume-Uni)

## Attractions

### Montagnes russes
| Nom                                      | Type/Modèle | Constructeur                        | Parc              | Pays       |
| ---------------------------------------- | ----------- | ----------------------------------- | ----------------- | ---------- |
| Dip the Dips Devenu Jack Rabbit en 1924. | Bois        | Edward A. Vettel, TM Harton Company | Idora Park (en)   | États-Unis |
| Green Dragon                             | Bois        | John A. Miller, Josiah Pearce       | Lake Compounce    | États-Unis |
| Jack Rabbit                              | Bois        | Frederick Ingersoll                 | Riverview Park    | États-Unis |
| Rutschebanen                             | Bois        | LaMarcus Adna Thompson              | Jardins de Tivoli | Danemark   |

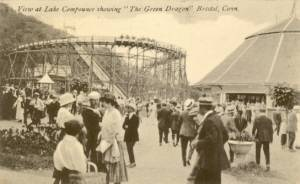
Green Dragon à Lake Compounce
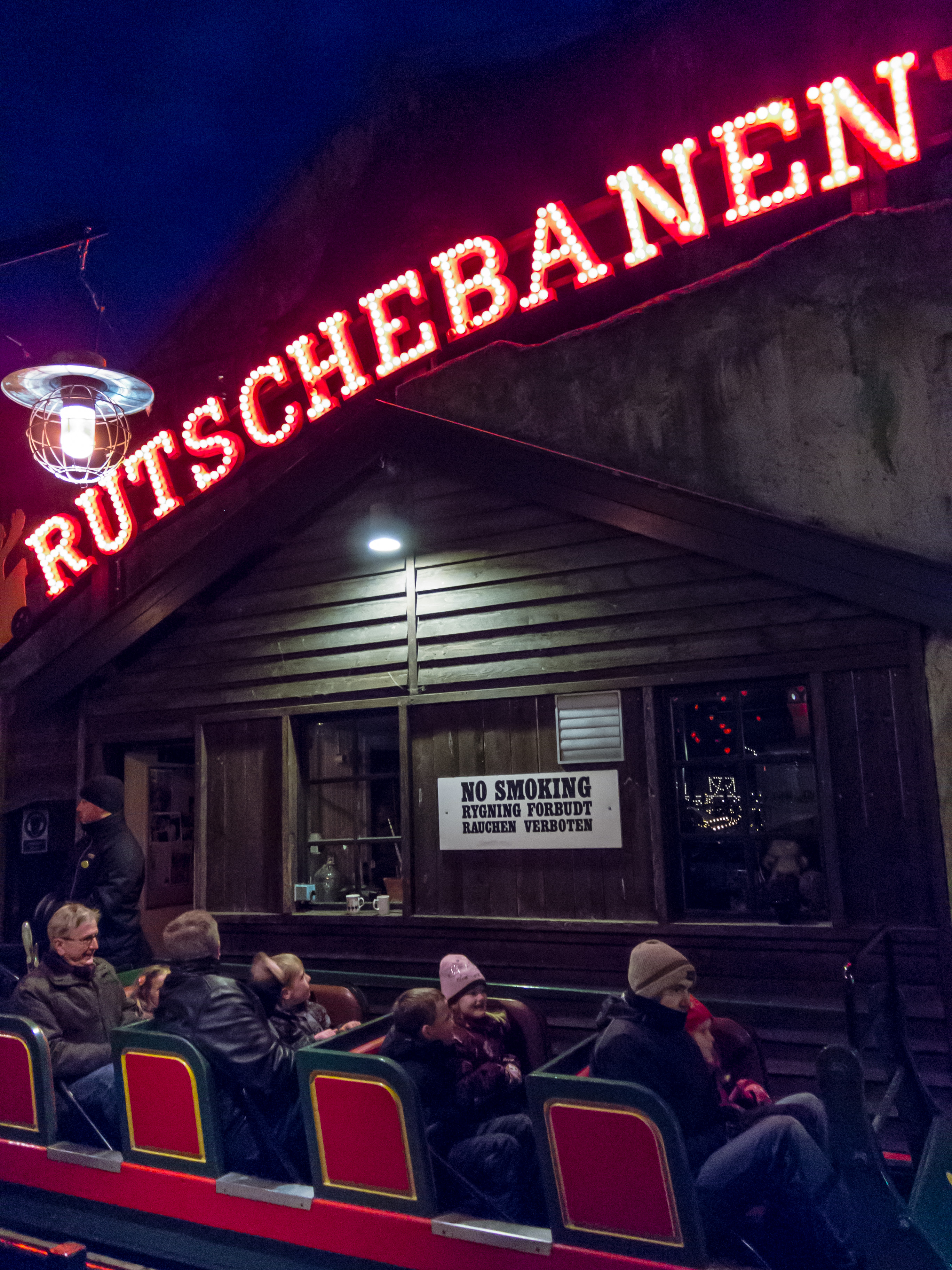
Rutschebanen aux jardins de Tivoli

### Autres attractions
| Nom      | Type/Modèle | Constructeur | Parc           | Pays       |
| -------- | ----------- | ------------ | -------------- | ---------- |
| Old Mill | Old Mill    |              | Elitch Gardens | États-Unis |